# ديدييه الروس
ديدييه الروس (بالفرنسية: Didier Rous)‏ ولد بتاريخ 18 سبتمبر 1970 في مونتوبان، فرنسا، هو دراج فرنسي سابق في صنف سباق الدراجات على الطريق.

## سجل النتائج

### سباقات أو مراحل فاز بها
| التاريخ        | السباق                                   | المركز                  |
| -------------- | ---------------------------------------- | ----------------------- |
| 01 يناير 1992  | باريس تروا 1992                          |                         |
| 01 يناير 1992  | Côte picarde 1992                        |                         |
| 02 فبراير 1993 | سباق جائزة لا مارسيليس الكبرى 1993       |                         |
| 04 أبريل 1993  | Grand Prix de la ville de Rennes 1993    | العاشر في التصنيف العام |
| 02 مايو 1993   | Trophée des Grimpeurs 1993               | الثاني في التصنيف العام |
| 04 سبتمبر 1994 | Trophée des Grimpeurs 1994               | الثالث في التصنيف العام |
| 18 أغسطس 1995  | طواف ليموزين 1995                        |                         |
| 01 يناير 1996  | فليش والون 1996                          |                         |
| 09 أبريل 1996  | باريس-كاممبير 1996                       | الثاني في التصنيف العام |
| 05 مايو 1996   | Trophée des Grimpeurs 1996               | الرابع في التصنيف العام |
| 25 أبريل 2000  | باريس-كاممبير 2000                       | الأول في التصنيف العام  |
| 21 مايو 2000   | جائزة دو ميدي ليبر الكبرى 2000           |                         |
| 01 يونيو 2000  | جي بي دي والوني 2000                     |                         |
| 01 يناير 2001  | بطولة سباق الطرق الفرنسية 2001           |                         |
| 01 يناير 2001  | أربعة أيام من دونكيرك 2001               |                         |
| 29 أبريل 2001  | طواف فونديه 2001                         | الأول في التصنيف العام  |
| 06 مايو 2001   | Trophée des Grimpeurs 2001               | الأول في التصنيف العام  |
| 01 يناير 2002  | أربعة أيام من دونكيرك 2002               |                         |
| 12 أبريل 2002  | سباق حلبة دي لا سارث 2002                |                         |
| 01 يناير 2003  | بطولة سباق الطرق الفرنسية 2003           |                         |
| 01 يناير 2003  | أربعة أيام من دونكيرك 2003               |                         |
| 04 مايو 2003   | Trophée des Grimpeurs 2003               | الأول في التصنيف العام  |
| 01 يناير 2004  | أربعة أيام من دونكيرك 2004               |                         |
| 29 أغسطس 2004  | جي بي واست-فرنسا 2004                    |                         |
| 01 يناير 2005  | بطولة فرنسا لسباق الدراجات ضد الزمن 2005 |                         |
| 01 يناير 2006  | بطولة فرنسا لسباق الدراجات ضد الزمن 2006 |                         |
| 01 يناير 2006  | بطولة سباق الطرق الفرنسية 2006           |                         |
| 30 أبريل 2006  | Trophée des Grimpeurs 2006               | الأول في التصنيف العام  |

## وصلات خارجية
- الموقع الرسمي

## روابط خارجية
- ديدييه الروس على موقع الاتحاد الدولي للدراجات (الإنجليزية)
- ديدييه الروس على موقع أرشيف الدراجات (الإنجليزية)
- ديدييه الروس على موقع إحصائيات الدراجات الإحترافية (الإنجليزية)
- ديدييه الروس على موقع نسبة الدراجات (الإنجليزية)
- ديدييه الروس على موقع CycleBase (الإنجليزية)
- ديدييه الروس على موقع أوليمبيديا (الإنجليزية)